# آيتن سويكوك
'آيتن سويكوك توكجوز' (من مواليد 2 فبراير 1975، إسطنبول) هي ممثلة تركية.

## الحياة المهنية
تلقّت تعليمها في مسرح مجاهد، وبدأت في 1997 في المسلسل الأول على التلفزيون في مسلسل 'بيت الأب'. كما مثلت في 4 مسلسلات تلفزيونية في عام 1997. بدأت حياتها المهنية كممثلة ناجحة ومحظوظة في عام 1998، حيث ظهرت في فيلم الصفحة الثالثة وهو أول فيلم سينمائي جميل مشهور. في الفترة من 1999 إلى 2002 ، كانت في مسلسل "بجانبنا" لمدة 4 أشهر. عام 2000، كانت في فيلم السينما الثاني في فيلم "أبوزر القادر". بعد ذلك ، ظهرت في 2001 في مسلسل التلفزيون "الحياة العسلة". في عام 2002 ، ظهرت في مسلسل التلفزيون "توبا" في نفس العام ، ظهرت في مسلسلات التلفزيونية عالم الصفوف / باب السر. لعام 2003، كانت في فيلم السينما السريعة. في نفس العام ، ظهر في مسلسل حوريم سلطان ومرحلة الزهور في مسلسل 2 تلفزيون. في عام 2004، لعبت في فيلم السينما "إنسان الجنة المفقودة". وفي نفس العام، لعبت دور "جول أويا" في "حلقة" في عام 2006 ، لعبت دوراً في مسلسل تلفزيوني بعنوان 'نبض الحياة' لمدة موسم واحد. في عام 2006 ، ظهر في فيلم تلفزيوني "مدينة التصنيف". لعام 2007-2008 ، كان يشارك في مسلسل دوداكان كلبي التلفزيوني لمدة 2 مواسم. في عام 2010 ، تلعب محبيكر كوسيم سلطان في فيلم السينما. في عام 2011 ، لعبت في فيلم السينما "إيقاف آخر" للخلاص. لعام 2010-2012 ، لعبت دورها في مسلسل التلفزيوني "لالال دوري".

## فيلموغرافيا

### أفلام
- الصفحة الثالثة (1998)
- أبوزر قديف (2000)
- جيز (2003)
- أهل الجنة المفقودة (2004)
- رايتينج تاون (2006)
- مهبيكر كوسم سلطان (خاندان سلطان) (2010)
- المحطة الأخيرة لكورتولوش (جولنور) (2011)

### مسلسلات
- بيت الأب (أوزليم) (1997)
- سيديكا (أرزوم) (1997)
- ياسمينس (1997)
- روهسار (1998)
- حتى لو افترقنا فنحن معًا (1999-2002)
- الحياة الحلوة (ظريف) (2001)
- بولوت بك (طوبا) (2002)
- عالم الأسرار/بوابة الأسرار (2002)
- جيز (2003)
- حريم السلطان (السلطانة خديجة) (2003)
- الورد المختوم (2003)
- إكليل الورد (خاصتي) (2004)
- نبض الحياة (إبرو) (2006)
- دقات قلب (إنيس) (2007-2008)
- ليلى (ريحان إلغاز) (2010-2013)
- اشرح أيها البحر الأسود (نيلوفر) (2019)
- الغراب (سيدا بيلجين) (2019)
- أسقف زجاجية (لؤلؤي) (2021)
- عزيز (هاندان) (2021-2022)
- اليوم الأخير (2023)
- بوصلة الحب (سيما) (قريبا)

## روابط خارجية
- آيتن سويكوك في قاعدة بيانات الأفلام على الإنترنت